# Champuragem

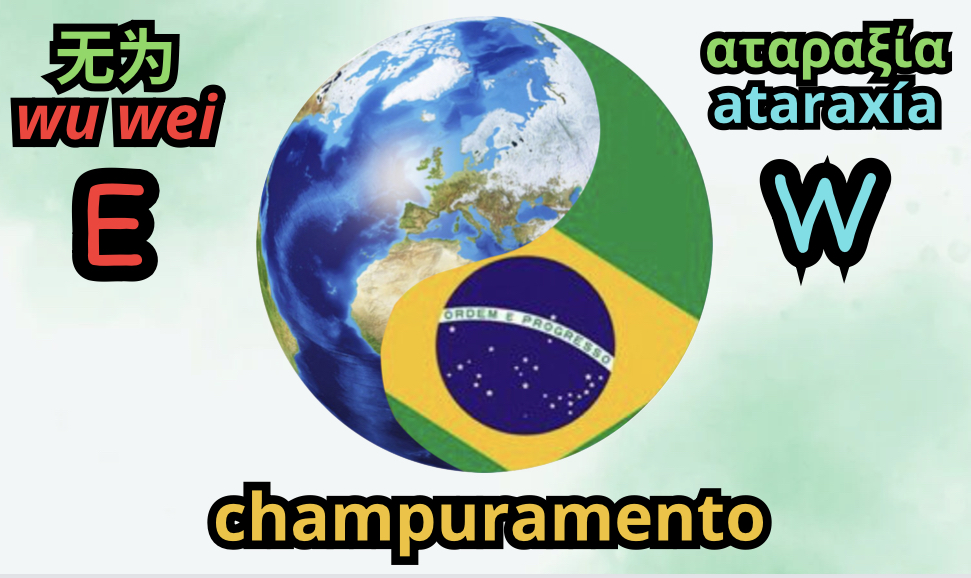
champuragem ou Champuramento: conceito poético de percepção e criação literária

Champuragem ou Champuramento é processo constitutivo de uma produção simbólica subjacente à construção de textos poéticos. Processo, em que se opera pela infra-língua, por intermédio da ferramenta “close reading”, partindo da elaboração entremeada de todos os elementos estratégicos linguístico-literários usados para compor a poesia da imagem-mensagem de uma obra literária, desencadeando, assim, a estética de obras poéticas. Em especial, obras literária contemporâneas contribuidoras com a literatura de um modo em geral, elevando a voz da literatura da cidade de Macau, na China, expondo o conceito de champuragem ou champuramento, criado a partir de obras literária macaense. Esse conceito, ampliadamente, pode ser aplicado a qualquer obra literária tanto escrita em forma de prosa quanto em forma de poema. Operacionalizando conceitos criados especialemnte para a pesquisa da literatura de base de língua portuguesa.

## Champuramento etimologia
A criação da palavra "champuragem" ou “champuramento" foi feita pelo acréscimo do sufixo “-mento”, o qual emgloba a siginificação de ação/efeito advindo do vocábulo champurado, (por derivação imprópria), transmitindo, dessa maneira, a devida denominação aplicável à análise crítico-literária, em conjunto a uma possível formação com o sufixo “-agem".

### Champuramento significações derivadas
1 O termo champuramento é uma ação comunicativa literária alegorizada, denominada de amplitude espacial do sensível, expondo a percepção champurada, via hibridismo.
2 Champuramento é uma espécie de compreensão universal do substrato de culturas, tanto orientais quanto ocidentais, que pode ser aplicado à leitura literária de forma sincronística.

## Champuramento - origem
O uso da estratégia de champuramento é aplicado ao processo criativo genuinamente macaense, identificado na obra Taotologias, que pode ser universalmente aplicada a qualquer obra literária.
A compreensão do conceito champuramento tem que passar pelo entendimento sobre o Papiaçam ou patuá macaense, denominado crioulo macaense, sendo uma língua crioula de base portuguesa, formada em Macau, a partir do século XVI, influenciada pelas línguas chinesas, malaias e cingalesas, com formação influenciada pelos idiomas inglês, tailandês, japonês e de algumas línguas da Índia. Esse Papiaçam apresenta a palavra champurado para designar a gênese de tais idiomas, transmutados em uma língua macaense.
Logo, as cenas das imagens-mensagem elaboradas nos versos de Taotologias encontram-se descritas, por analogia, como champuramento, porque resulta de uma gênese igualmente cultural.

## Champuramento - conceito
O conceito de "champuragem" ou champuramento é entendido como uma transmutação da significação dos vocábulos inseridos nos versos de obras poéticas, tidas tanto como obras poemas quanto como obras prosa. Champuramento é aplicado também por meio da combinação de fones (sons da língua) escolhidos dentro do sistema da linguagem, em que se reproduz a obra, estruturando, assim, os versos e, dentro deles, os signos, a partir de diversas maneiras de ordená-los ou colocá-los em oposição. Essa percepção champurada é entendida como o sincretismo cultural filosófico-religioso dentro da obra Taotologias, que pode ser igualmente ser aplicado a diversas análises literárias, uma vez que há uma descrição de uma convergência entre orientação discursiva prevalecente na tradição poética ocidental e oriental, de forma contrastante.
1. Baseanda no oriental
a) tradição poética do Chan (zen);
b) ato de escrita econômica em relação ao sentido, da escrita poética por meio de um olhar e de um sentido do lugar;
c) centralidade do texto em relatos sensíveis do aqui e agora, prefigurando a apreensão do estar, que possibilita a transcendência da dimensão do texto.
2. Baseada no ocidental
a) grandiloquência;
b) intimismo;
C) memória (morfologia verbal).
3. Fusão (E-W): a formação de um enlace, em que a imagem-mensagem é a/o "CHAMPURAGEM" OU champuramento dos substratos cultural-filosófico-religiosos, percebido do momento da leitura silenciosa, portanto igualmente contemplativa tanto da Natureza (movimento de sístole) quanto do Humano e Social (movimento de diástole). Esse enlace pode ser lido em todas as obras literárias.

## Imagem-mensagem - conceito (subjacente)
O consceito imagem-mensagem foi criado para subsidiar o conceito de champuramento. Ele é uma derivação do conceito imagem-pensamento (“imagem de pensamento”) de Walter Benjamin. A partir desse conceito, ele diz ser difícil nomear o que temos diante dos olhos (p.22). Para Benjamin a imagem é uma forma dialética da imobilidade; logo, a imagem pode ser entendida como a concretude de uma possível abstração, que se pretende materializar. Argumenta, ainda, que isso é feito ao se expor o nome de algo, "nomeação". Consequentemente, a imagem dialética criada abarca o processo de composição poética, que se divide em duas vias. Uma pela concepção criativa, que se materializa na leitura da obra. A outra, verificada após a consumação dessa obra e alcançanda a partir da interpretação da própria obra.

## Champuramento - criação X percepção
1 Champuramento aplicado ao ato de criação é processo constitutivo de uma imagem-mensagem subjacente à construção dos textos poéticos.
2 Champuramento aplicado ao ato de percepção da criação literária é a bagagem de informação que o leitor apresenta do momento da leitura.

## Taotologias - obra literária
O título da seção “taotologias”, bem como o título da obra, Taotologias, podem ter como análise a alusão ao Dao (Tao), símbolo do daoismo (taoismo), traduzido como caminho, o qual é entendido como um constante retorno. Os títulos, da seção e da obra, são compreendidos, dessa forma, como o estudo do caminho poético. Esse título (Taotologias com “o”) poderia ser confrontado ao termo “tautologia” (tautologia com “u”), palavra de origem grega. Tautologia é um conceito usado em Lógica, que é uma ciência e arte do raciocínio (ocidental).
O raciocínio é uma forma de processamento simbólico de informações que visa tornar explícitas formas de conhecimento que antes estavam implícitas. Tautologia, então, dentro da Lógica, é uma fórmula de proposições, que é sempre verdadeira para todas as possíveis valorações de suas variáveis. Ou seja, se houver um conjunto negativo, ou um conjunto positivo, ou um conjunto negativo e positivo, o resultado será sempre verdadeiro.
A tautologia busca, portanto, o resultado verdadeiro continuamente, mesmo que causa e efeito venham um após outro, seja pela validação negativa ou pela validação positiva. O Dao busca o verdadeiro continuamente, embora causa e efeito sejam simultâneos, pelo equilíbrio entre as ações negativas e ações positivas. Donde se pode depreender que tanto o ocidente, em sua tradição transcendentalista, quanto o oriente em sua tradição imanentista, e muitas vezes, também transcendentalista, podem se cruzar, porque pleiteiam o mesmo fim: a verdade. Por conseguinte, os títulos, da obra e da seção, são um provável jogo de palavras, analisado, foneticamente, como um trocadilho com a palavra “tautologia”, fazendo-se essa titulação também champurada.
Separando-se o morfema “tao”, tem-se a alusão à simbologia, do Dao (Tao), do ciclo, enquanto que o morfema “tau” se remete à redundância. Este último morfema, mesmo apresentando uma conotação pejorativa, na concepção ocidental, ainda se coaduna com a ideia de constante retorno, na concepção oriental, sendo ambos um reforço, ou positivo ou negativo, dos fatos que se repetem de alguma forma. Para além disso, tem-se que o morfema grego “tauto-” da palavra “tautologia” com uma significação de “o idêntico”, “o mesmo”. Essa possível atribuição pode reverberar na obra Taotologias como um encontro com o outro, quando dos poemas referentes ao humano, bem como também pode deixar a ver um desencontro, apresentado nos poemas referentes ao social.
Além dessa análise morfológica do prefixo da palavra “Taotologias”, tem-se também uma outra análise em relação ao seu sufixo “-logia”. Esse sufixo detém a referência à palavra grega logos, cujo fundamento filosófico encerra a ideia de colheita de algo, ou escolha de algo. O vocábulo logos é a palavra elegida para organizar o mundo, dentro da cultura grega. No pensamento socrático e, posteriormente, no pensamento platônico, o conceito de logos demonstrava essa organização por meio da definição tripartite do conhecimento, formulada por Platão, apresentada na obra Teeteto (2010). A clássica passagem do Teeteto, 201a-c, define como “conhecimento” a crença em uma verdade comprovada por razões e evidências. Donde se pode concluir que o caminho do logos converge ao conhecimento. O logos encadeia as crenças com as evidências que a possível realidade oferece. O caminho assim concebido pode congraçar o caminho espaço-temporal de Taotologias perfazendo um equilíbrio entre logos (ocidente) e dao/tao(oriente). Essa evidência também corrobora com o processo de champuramneto que permeia toda a obra Tautologia, por exemplo.
Além dessa reflexão morfológica, pode-se depreender, filosófico-religiosamente, segundo Chaves (2014), que, por um atributo de divindade conferido na Bíblia, exclusivamente, a Deus, há uma escrita em grego, no Novo Testamento, designando esse Deus como Theos e Jesus Cristo como Logos. Palavra, a qual, em latim, é designada como Verbum e, derivadamente, em português como “Verbo”. Essa separação diacrônica do vocábulo em logos e “verbo”, também, estabelecerá uma diferenciação entre o Logos do pré-socrático Heráclito, antes mesmo das teorias do conhecimento do livro Teeteto e o Logos de João. Isso se deve, pois, ao Logos joanino ser avesso a qualquer expressão de violência, contrariamente ao do pré-socrático.
Consequentemente, essa não-violência poderia ser unida ao wu wei, princípio prático da filosofia daoista (taoista), entreleçando ocidente e oriente, mais uma vez, também, dentro dos preceitos filosófico-religiosos.
Ainda quanto ao aspecto do pensamento filosófico-religioso oriental, há um empréstimo ao estudo desse texto, não só de uma visão filosófico-religiosa, como também de uma visão poético estética. Isso pode ser observado como uma possível influência advinda da leitura do capítulo XL, por exemplo, do Dao De Jing, de Lao Zi, uma vez que tal texto filosófico-religioso é apresentado sob a forma de poema, demonstrando o cuidado estético dos sentidos e dos significados dos pensamentos ali transmitidos. O Dao De Jing, comunica o mundo das essências com o mundo das aparências, visão próxima dos ensinamentos platônicos, convergindo para o processo de champuramento.
A Literatura, de uma maneira em geral, é uma coletânea de assuntos experienciados pela voz poética. Uma das possíveis maneiras de leitura desses textos é sob o símbolo zen, indutor de uma leitura em 360º, portanto cíclica, em que essa voz conduz as viagens poéticas, que englobam tantos os hemisférios ocidentais quanto orientais, por entre as imagens-mensagem impressas pela linguagem. É uma rota literária de conhecimentos esparsos coletados pelos caminhos percorridos por tal voz poética. Esse possível caminho cíclico é entendido, conforme a experiência do Dao, como subjacente à obra, por meio do conceito de alegoria, sendo sutil como a pintura oriental (chinesa) e a sensibilidade imaginativa poética ocidental (portuguesa). Novamente evidenciando o processo de champuramento.
A obra apresenta uma influência do processo de composição poética oriental, denominado hai-ku(hai-kai). Essa influência, dentro de Taotologias, apresenta-se não pela rigidez métrica da forma, mas pela abordagem constante da Natureza e seus elementos, em consonância com o olhar pausado sobre a construção das imagens-mensagem, direcionando para a contemplação, a qual está intimamente aliada ao conceito de imagismo, convergindo para o conceito de chapuramemto.

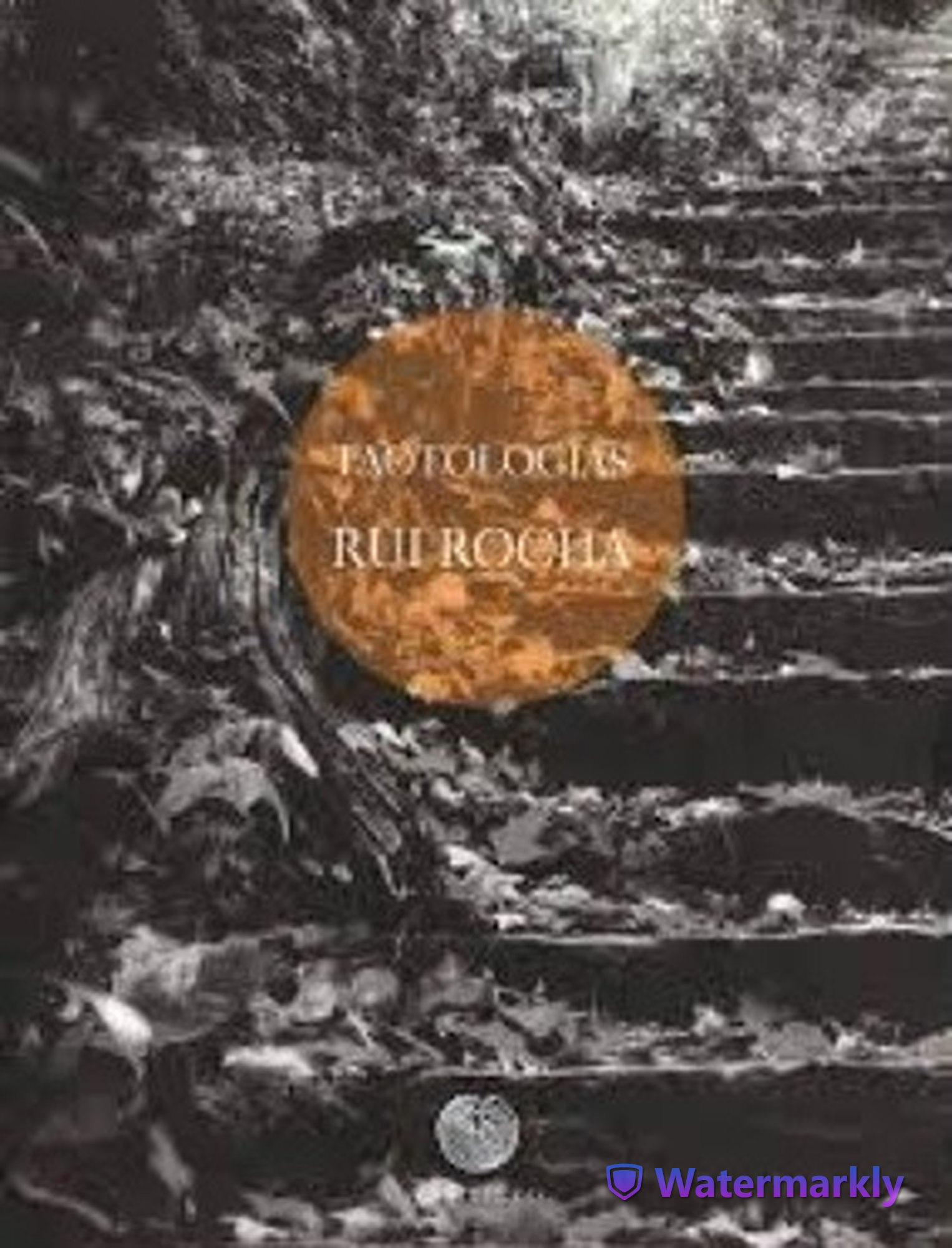
Capa da obra "Taotologias" - imagem da escada champurada

### A imagem da capa do livro
também convida a compreender o processo de champuramento, bem como a integração entre o externo (capa) e o interno (obra). A imagem da escada, que está recobertas de folhas da árvore, a qual aparece do lado esquerdo, retoma as duas imagens-mensagem da obra, expostas na escrita “o lance de escada”. Essa produção fotográfica da capa e, também, esses elementos estético-literários das escritas parecem convidar a uma maneira de sentir as inúmeras possíveis leituras apresentadas. A imagem da escada, na capa, conforme análise do poema “o lance de escada”, parece indicar que as leituras da obra Taotologias têm um percurso de duplo sentido, subindo e descendo; ora aproximando-se de uma provável realidade intimista, ora recuando-se e beirando à realidade social. Às vezes, promove um ir-e-vir cultural, linguístico-literário, social, contemplativo da Natureza, das emoções humanas e dos preceitos filosófico-religiosos. Outras vezes propõe um distanciamento de tudo isso, por uma terceira via, que pode ser a contracapa, na qual se encontra um labirinto, mais um duplo sentido, mais possibilidades introspectivas, porque labirínticas, de olhar. Tais possibilidades de alguma forma são tolhidas pela intransponibilidade dos vocábulos, restando uma poética do Wu Wei, tal como o título das escritas propõe.

### Rui Rocha - autor
Rui Manuel de Sousa Rocha, autor da voz poética, que permeia os poemas/escritas champurados da obra Taotologias, nasceu em Lisboa, Portugal, em 1948.

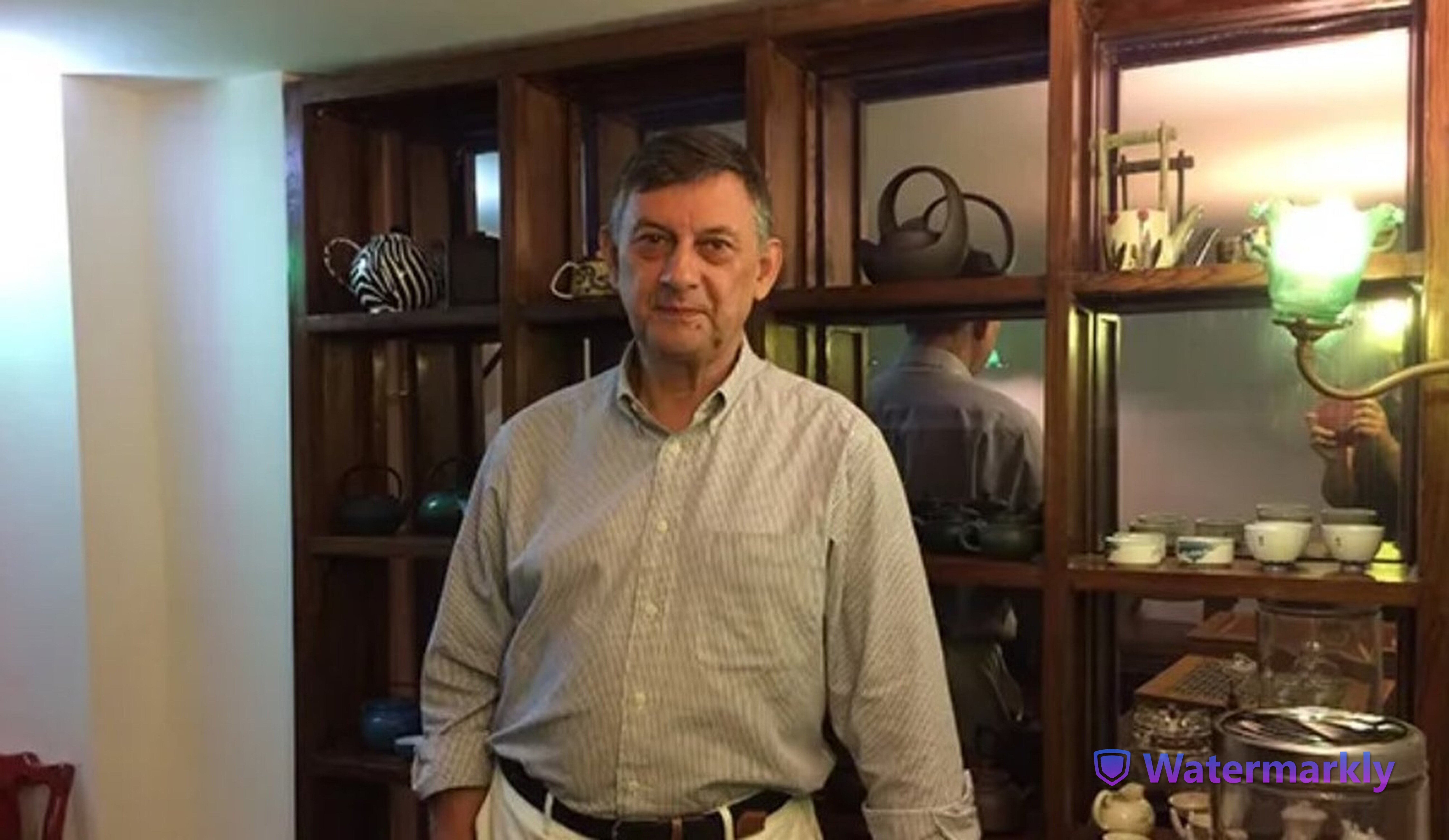
O autor da obra "Taotologias", Rui Rocha, em seu estabelecimento de doces portuguese e chás orientais "Casa Rocha" - momento champurado

Há mais de 40 anos, mora em Macau. De ascendência euro-asiática, ainda na adolescência, teve contato com Literatura ocidental e oriental (ROCHA, 2016), compondo o que se tornou uma voz lírica champurada em meio à confluência cultural macaense-ibérica. Rui Rocha tem formação acadêmica nas áreas da Sociologia, Antropologia e Educação Intercultural, tendo interesses em Flora e em Ornitologia, uma vez que sua vocação primeira foi a Biologia. Ainda, foi dirigente de instituições públicas e privadas de Macau e docente no ensino superior em Portugal e Macau, além de ser proprietário de uma doceria portuguesa em Macau. O autor tem obras publicadas sobre Sociologia da Linguagem, Gerenciamento de Recursos Humanos, Administração Pública, Educação Intercultural, História e Cultura da Ásia, com incidência nas culturas chinesa e japonesa. Somados a essas publicações, há os livros de poemas Taotologias e A oriente do silêncio.